# サカつくDS タッチandダイレクト
サカつくDS タッチandダイレクトとは、セガが2008年11月20日に発売したニンテンドーDS用ゲームソフト。

## 概要
『プロサッカークラブをつくろう!』シリーズの第18作目で、携帯用ゲーム機では『Jリーグ プロサッカークラブをつくろう!アドバンス』（2002年、ゲームボーイアドバンス）に続き2作目、ニンテンドーDSでは初の作品となる。
『サカつく』の新たな方向性として、「試合介入」と「選手収集」に特化することを目指して製作された。そのため、試合や人事などのシステム面において従来作品とは大きく異なっている。
テレビCMのイメージキャラクターはナインティナインが務めた。

## システム

### クラブエディット
ゲーム開始直後に秘書、代表者（プレイヤー）の氏名、本拠地、クラブ名、ユニフォーム、エンブレムを設定する。その後「守備力セット」「技術力セット」「攻撃力セット」「身体能力セット」から初期セット（15人）を選択する。
以上の設定が完了すると、J1・J2から1チームを選択してフレンドリーマッチを行い、各チームごとに指定された6人の選手から1人を獲得することができる。

### 試合
本作では『プロサッカークラブをつくろう! ヨーロッパチャンピオンシップ』などと同様にリアルタイムで試合が進行する。試合には以下の2種類がある。
- リーグ戦 - 全てのJリーグチームが参加し、J1・J2に分かれて1年間の総当り戦を行う。選手育成が可能だが、選手獲得はできない。
- カップ戦 - 常時いずれかの大会に参加することになるが、参加する大会は任意。期間や形式は大会ごとに様々。選手は獲得できるが、選手育成はできない。

#### チーム編成
あらかじめリーグ戦用とカップ戦用の2種類のオーダーを登録しておくことが可能。基本フォーメーションはいくつか用意されているが、フォーメーションの微調整が可能であり、極端な布陣（全員MF位置や、右サイドに寄せるなど）を選択することも可能。
自チームには「チームコスト」が設定されており、ベンチ入りを含めた登録選手全てのコスト（後述）の合計はチームコストを上回ることはできない。リーグ戦やカップ戦で初優勝した時や、クラブ世界順位が一定順位まで上昇した時など、様々な条件でチームコストは上昇していく。

#### 試合介入
プレイヤーは試合中、タッチペンを利用して選手の交代やフォーメーションの微調整、「チームスキル」の指示を行うことができる。チームスキルを指示するには、試合前にあらかじめセットしておく必要がある。試合中は徐々に「指示力」が蓄積され、指示することでチームスキルごとに一定の「指示力」を消費する。

### 施設
「オフィス」「スタジアム」「クラブハウス」に設置できる施設。全ての施設は設置期間が設定されており、設置期間を経過すると自動的に除去されるため、引き続き使用するためには改めて設置しなおす必要がある。全ての施設は重複して置くことができない。施設は毎月始めに訪れるセールスマンから購入することができる。

### 選手

#### 獲得と契約
カップ戦終了後に、必ず1人の選手を獲得することとなる。カップ戦開始前にスカウトを選択し（2人が常駐、「スカウト室」を設置すると追加される）、試合後にスカウトのリストアップ対象選手（「相手チームのFWとMF」など）と、過去に対戦したチームの選手を合わせて6人が獲得候補としてリストアップされる。スカウトが掲示する目標を試合中に達成すると対象選手が最大3人まで増えるが、達成できなくても最低1人は対象選手をリストアップする。
スクラッチ形式で獲得する選手を選ぶこととなり、その時おまけ（施設やスクラッチのアイテムなど）が3つ配置される。スクラッチでは以下の4つのアイテムを1枚だけ使用することができる。
- 再リストアップ券 - 選手のリストアップを再度行う。
- ひきなおし券 - 1度だけ削りなおすことができる。
- フィフティ券 - リストアップした選手を3人排除できる。
- ポジション判別券 - リストアップした選手のポジションを判別する。施設・アイテムは「?」で表示する。

選手は最大60人（初期）保有することができる（クラブハウスの規模によって最大99人）。選手には年齢の概念がなく、他チーム所属の選手を獲得しても元の選手が消えることはなく（要は重複して存在する）、自チームに2人以上同じ選手が同時に在籍することも可能。
契約期間は基本3年（獲得が7月以降の場合は4年）で、契約期間が0年になった選手も引き続き保有することができるが、試合に出場することはできない。契約年数を延長するには「○年契約延長書」で延長できるほか、自チームに同じ選手が重複して存在する場合は契約年数を片方に統合（統合した側は消滅）することも可能。

#### 育成
各選手にはレベルが設定されており、リーグ戦に出場することで最大10まで上がる。レベルが上がるごとに「パス」「タックル」などの各ステータスが上昇し、スキルポイント（通常1レベルごとに1）を獲得する。レベルアップ時に上昇するステータスの傾向は、最も多く起用されたポジションに依存する。
最大3つのスキルを習得することができ、習得にはそのスキルのレベルに応じたスキルポイントを消費する。上位のスキルを習得するには、分岐で繋がっている下位のスキルを過去に習得している必要がある。また、ステータスの値がキーになっているもの（「パスの値が60以上」など）など特殊条件でロック解除されるもの、あるいは留学によってでのみ習得可能となるスキルなども存在する。
選手ごとに「自信」が設定されており、より大きな自信を身に付けているほどレベルアップ時のステータス上昇値が増加する。自信は主に試合で連勝でアップ、連敗でダウンするほか、月初めの面談の応答によって上下する。自信上昇後最初にレベルアップした時には「能力爆発」が発生し、ステータス上昇値増加や獲得スキルポイント増加などが発生する。
その他、選手個々には「☆1」といった形でコストが与えられている（最大は「☆9」）。コストは選手ごとに固定で、基本的にはコストが高い選手ほど将来の成長が見込める。

### チャレンジモードとワイヤレス通信
チャレンジモードでは、本編で育成したチームを使用して、あらかじめ用意されている強豪チームと戦うモード。各段位ごとに全チームに勝利することで昇段していき、それにともなってアイテムを入手したり、本編に有力選手が登場したりなどの特典がある。
ワイヤレス通信では、本編で育成したチームで対戦する「通信対戦」と、選手を交換する「選手トレード」が利用できる。選手トレードによって特殊な効果が得られる場合もある。
本編では契約年数が0年となった選手を試合で使用することができないが、この2つに限っては契約年数0年であっても出場させることができる。